# Le Populaire
Pour les articles homonymes, voir Le Populaire (homonymie).
Le Populaire est un journal socialiste français, créé en 1916 et publié jusqu'en 1970.

## Histoire
Le 1er mai 1916, Le Populaire, journal revue hebdomadaire de propagande socialiste et internationaliste est fondé par des socialistes minoritaires (hostiles à l'Union sacrée) grâce au soutien de la fédération de la Haute-Vienne, propriétaire depuis 1905 du quotidien Le Populaire du Centre. 
Jean Longuet, petit-fils de Karl Marx, en est le premier directeur politique avec Maurice Delépine comme responsable de la rédaction, le limousin Léon Berland étant administrateur. Le journal déménage rapidement à Paris ; il se transforme sous la direction de Jean Longuet en quotidien parisien du soir le 11 avril 1918. Le Populaire est diffusé de 20  à   50 000 exemplaires en 1919, avec l'appui des Amis du Populaire et la fête du Populaire à Garches, le 10 août 1919, ancêtre des actuelles Fêtes de L'Humanité. Le Populaire devient en 1921, après le ralliement de L'Humanité au Parti communiste, majoritaire au congrès de Tours, l'organe de la SFIO, mais dès l'année 1920 il a beaucoup perdu de son audience.

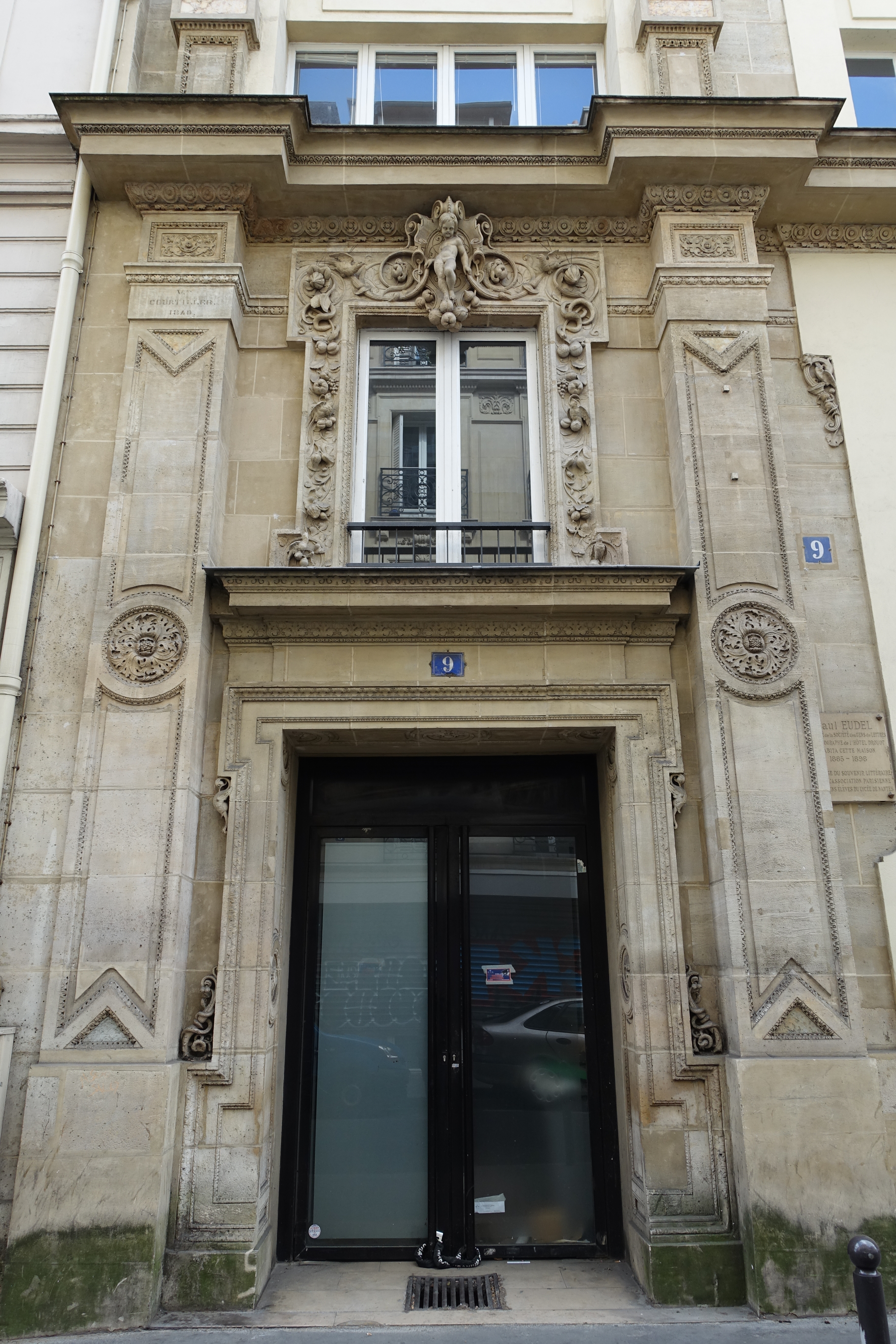
9 rue Victor-Massé

Devenu Le Populaire de Paris, il est dirigé officiellement par Léon Blum et Jean Longuet, mais son rédacteur en chef Paul Faure est désigné comme le vrai patron en juin 1922. Il devient bimensuel de juin 1924 à 1927 avec Paul Faure comme directeur politique, Compère-Morel directeur administratif et Séverac rédacteur en chef. Il reparaît en quotidien le 22 janvier 1927 sous la direction du seul Léon Blum. À la fin des années 1920, le journal se fait le relais de la campagne de dénonciation d'André Gide contre les grandes compagnies concessionnaires du Congo, qui exploitaient brutalement la main d’œuvre indigène. Jusqu'en octobre 1928, le siège du journal se situe au 12 rue Feydeau , il est ensuite au 9 rue Victor-Massé . Plus faible que celui de L'Humanité, son tirage est d'environ 60 000 exemplaires vers 1939. Oreste Rosenfeld est rédacteur en chef à partir de 1932, Compère-Morel s'occupe de la gestion. En 1934, le journal crée une page hebdomadaire consacrée aux militantes . Léon Blum reste en titre directeur politique jusqu'à sa mort, en 1950. Pendant son passage au gouvernement en 1936-1937 et 1938, il est suppléé par Alexandre Bracke. Le journal compte parmi ses rédacteurs des années 1930 Pierre Brossolette. Jean-Baptiste Lebas, député-maire de Roubaix, en assure après Compère-Morel et la scission des « néos » la direction administrative jusqu'à son entrée au gouvernement, en 1936.
Après l'invasion allemande de mai-juin 1940, Le Populaire cesse de paraître. Le Comité d'action socialiste (CAS) fondé par Daniel Mayer en mars 1941 se dote d'un organe, Socialisme et Liberté, qui devient en mai 1942 Le Populaire clandestin. À la veille de la Libération, le journal tire à 70 000 exemplaires environ, selon un rapport anonyme de la SFIO clandestine.
De l'été 1944 à l'été 1946, suivant le bref moment d'euphorie que connut la SFIO, Le Populaire devient l'un des principaux quotidiens parisiens par son tirage (263 000 exemplaires fin septembre 1944, deuxième diffusion nationale après L'Humanité), mais il décline par la suite. C'est à cette période que Léon Blum signe un article dans le quotidien pour demander des négociations avec le Viet Minh et que le journal reçoit un financement des États-Unis.
Robert Verdier assiste Blum à la direction de 1946 à 1950, puis lui succède jusqu'en 1954. Après Pierre Herbaut (1959-1963), proche de Guy Mollet, Gérard Jaquet en assure un temps la direction (1963-1965) avec Claude Fuzier comme adjoint, puis successeur (1965-1970). Dans les années 1960, les difficultés s'accroissent, et le journal cesse sa parution le 28 février 1970.